# 석포초등학교 대현분교
석포초등학교 대현분교는 대한민국 경상북도 봉화군 석포면 청옥로 1893(대현리)에 있었던 공립 초등학교이다.

## 연혁
- 1935년 4월 30일 소천공립보통학교 부설 대현간이학교로 개교
- 1943년 6월 4일 대현국민학교 승격
- 1996년 3월 1일 대현초등학교로 개칭
- 1999년 3월 1일 석포초등학교 분교장으로 편입[1]
- 2011년 3월 1일 석포초등학교 본교로 통폐합[1]